# نوواکه
نوواکه (به لاتین: Novaḱe) یک منطقهٔ مسکونی در مقدونیه شمالی است که در شهرداری بوگووینژ واقع شده‌است. نوواکه ۳۰۴ نفر جمعیت دارد.